# خوسيه أنطونيو رودريغيس
خوسيه أنطونيو رودريغيس هو لاعب كرة قدم. يلعب مع منتخب كوبا لكرة القدم. سبق له أن لعب في كأس العالم لكرة القدم مع منتخب بلاده.

## روابط خارجية
- خوسيه أنطونيو رودريغيس على موقع الاتحاد الدولي (مؤرشف)  (الإنجليزية)
- خوسيه أنطونيو رودريغيس على موقع قاعدة بيانات كرة القدم.إي يو (الإنجليزية)
- خوسيه أنطونيو رودريغيس على موقع ناشيونال فوتبول تيمز (الإنجليزية)
- خوسيه أنطونيو رودريغيس على موقع Soccerway.com (الإنجليزية)
- خوسيه أنطونيو رودريغيس على موقع عالم كرة القدم.نت (الإنجليزية)